# Monika Schärer
Monika Schärer (* 1. Juni 1968 in Wettingen) ist eine Schweizer Fernseh- und Hörfunkmoderatorin.

## Leben
Monika Schärer ist in Endingen im Kanton Aargau aufgewachsen. Nach der Matura und einer kurzen Ausbildung an einer Schauspielschule in Hamburg wurde sie 1989 Moderatorin und Redaktorin bei Radio DRS 3. 1994 wechselte sie zum Schweizer Fernsehen, zunächst zur Kultursendung neXt, dann bei SF Spezial, Babylon/Hotel B., als Redaktorin beim People-Magazin glanz & gloria, seit 1999 auch als Moderatorin von Reisesendungen wie Fernweh, einfachluxuriös, oder beim Wissensmagazin Einstein. Ab 29. April 2009 moderierte sie die Sendung Box Office. Schärer ist seit 2010 Mitglied des Kuratoriums für die Hotlist, dem jährlich vergebenen Preis der deutschsprachigen Independent-Verlage. Daneben betätigt sie sich auch als Film- und Hörspiel-Sprecherin, Vorleserin, Kolumnistin und Moderatorin bei zahlreichen Kulturanlässen.
2008 ist ihr erstes Buch mit elf Gesprächen mit Schweizer Fernsehmoderationskollegen über deren Arbeit erschienen. 2011 übernahm Schärer zusammen mit Regisseur und Produzent Christian Rösch die Topicfilm AG, die 1962 vom Werber Victor N. Cohen gegründet wurde. 2012 realisierte sie ihren ersten Dokumentarfilm für das Schweizer Fernsehen: «ROUSSEAUS KINDER - Ein Reality-Check in Alaskas Wildnis mit einer Schweizer Auswandererfamilie.» Zuletzt moderierte sie die Sendung „Kontext“ auf Radio SRF 2 Kultur.
2022 kündete Schärer bei SRF nach 32 Jahren.

## Schriften
- Wir Süchtigen von Leutschenbach. Monika Schärer im Gespräch mit Aeschbacher, Giacobbo und anderen. Echtzeit, Zürich 2008, ISBN 978-3-905800-19-7